# The Office
The Office ist eine britische Comedy-Fernsehserie, die von Ricky Gervais, der auch die Hauptrolle übernahm, und Stephen Merchant geschrieben und gedreht worden ist. Die Erstausstrahlung war in Großbritannien am 30. August 2001 auf BBC Two. Die Erstausstrahlung in Deutschland im englischen Originalton erfolgte am 10. Juni 2006 auf Sat.1 Comedy. Die erste deutsche Sprachfassung gibt es seit dem 1. Dezember 2021 bei MagentaTV.
Insgesamt wurden 2001 und 2002 je eine Staffel mit jeweils sechs Folgen und 2003 ein Christmas Special mit zwei Folgen ausgestrahlt.
Die Serie ist im Stil einer Langzeitdokumentation produziert worden, mit der ein fiktives BBC-Team das Leben in einem Großraumbüro der Papier-Großhandelsfirma Wernham Hogg in Slough dokumentieren will. Dabei wechseln sich Szenen aus dem Büroalltag mit „Einzelinterviews“ der Hauptdarsteller ab.

## Hauptfiguren

### David Brent
David Brent (gespielt von Ricky Gervais) ist der Chef des Büros, der seine Qualitäten als Führungspersönlichkeit und Entertainer maßlos überschätzt. Insbesondere der Widerspruch zwischen seinen Witzen und politischer Korrektheit bringt ihn wiederholt zu Fall.

### Gareth Keenan
Gareth Keenan (gespielt von Mackenzie Crook) ist Davids Assistent. Wegen seiner Mitgliedschaft in der Territorial Army stellt er sich gern als militärisch erfahrene Führungspersönlichkeit dar. Dies wird aber auch zur Grundlage der meist mit homosexuellen Anspielungen gespickten Scherze von Tim und Dawn.

### Tim Canterbury
Tim Canterbury (gespielt von Martin Freeman) ist ein frustrierter Sachbearbeiter, der der Eintönigkeit seiner Arbeit durch Scherze und Flirten mit Dawn, in die er unglücklich verliebt ist, zu entfliehen sucht. Er schafft es jedoch nicht, Hindernisse zu überwinden, sei es in seinem immer wieder aufgeschobenen Vorhaben, Psychologie zu studieren, sei es in seiner Beziehung zu Dawn.

### Dawn Tinsley
Dawn Tinsley (gespielt von Lucy Davis) ist Rezeptionistin. Sie ist seit Jahren mit dem Lagerarbeiter Lee verlobt, fühlt sich zu Tim hingezogen, hält jedoch im Zweifelsfall an ihrer bestehenden Beziehung fest. Ihren Traum, als Illustratorin zu arbeiten, hat sie größtenteils aufgegeben.

### Jennifer Taylor-Clark
Jennifer Taylor-Clark (gespielt von Stirling Gallacher) ist David Brents Vorgesetzte, die von seinem Managementstil amüsiert bis angewidert ist.

### Neil Godwin
Neil Godwin (gespielt von Patrick Baladi) ist zunächst David Brents (nie zu sehendes) Gegenstück in einer anderen Wernham-Hogg-Filiale, dann sein Vorgesetzter. Er ist Zielscheibe von Davids Neid, insbesondere da Neil ihn an Attraktivität, Führungskompetenz, Beliebtheit und Humor weit übertrifft.

### Chris „Finchy“ Finch
Chris „Finchy“ Finch (gespielt von Ralph Ineson) ist Außendienstmitarbeiter, Frauenheld und Meister im Erzählen zotiger Witze, Kumpel und unerreichtes Vorbild von David Brent.

### Keith „Big Keith“ Bishop
Keith „Big Keith“ Bishop (gespielt von Ewen MacIntosh) ist ein fülliger, wortkarger Buchhalter mit einer Vorliebe für schottische Eier.

## Handlung
In der fiktiven Dokumentation wird der Büroalltag in der Zweigniederlassung der Papier-Großhandelsfirma Wernham Hogg in Slough gezeigt. Der Leiter des Standorts, David Brent, versucht, bei seiner Belegschaft möglichst beliebt zu sein. Hierfür greift er zum einen regelmäßig auf unangebrachte Witze zurück, außerdem behauptet er ohne jegliche Grundlage, dass die bevorstehende Zusammenlegung des Standorts mit dem in Swindon keine Kündigungen in Slough bedeuten werde. Der Sachbearbeiter Tim gerät regelmäßig mit seinem Tischnachbarn und Teamleiter Gareth aneinander. Er flirtet mit der Rezeptionistin Dawn, die eigentlich mit dem Lagerarbeiter Lee verlobt ist. Tim möchte eigentlich wieder studieren und Dawn möchte Illustratorin werden, doch beiden fehlt der Mut, zu kündigen. David ist entgegen seiner Behauptungen schließlich bereit, den Standort in Slough und einen Teil der Belegschaft zu opfern, als ihm eine Beförderung in Aussicht gestellt wird. Diese scheitert jedoch an seinem Bluthochdruck.
Der Standort von Swindon wird in Slough integriert und dessen Leiter Neil Godwin wird Davids Vorgesetzter. Es gelingt David weder, bei seinen neuen Mitarbeitern beliebt zu werden, noch ist Neil mit seiner Leistung zufrieden. David beginnt als Nebenjob als Coach zu arbeiten, doch sein extravaganter Stil kommt nicht gut an. Schließlich wird ihm sowohl von Wernham Hogg als auch von der Unternehmensberatung gekündigt. Gareth wird neuer Leiter des Standorts. Tim hat eine kurze Beziehung mit der neuen Mitarbeiterin Rachel. Als sie sich wieder trennen, erfährt er, dass Dawn und Lee für ein halbes Jahr in die USA gehen werden. Tim kann Dawn nicht überzeugen, sich stattdessen für ihn zu entscheiden.
Einige Jahre später dreht die BBC eine neue Dokumentation, um zu sehen, was aus den Mitarbeitern geworden ist. David arbeitet inzwischen als Vertreter für Reinigungsutensilien und tritt abends als vermeintlicher TV-Star in Clubs auf. Er besucht regelmäßig seinen alten Arbeitsplatz, was ihm schließlich von Neil untersagt wird. Um bei der Weihnachtsfeier des Büros, zu der er trotzdem eingeladen ist, nicht ohne Begleitung aufzutauchen, nutzt David eine Singlebörse. Nach einigen Fehlschlägen versteht er sich bei der Weihnachtsfeier sehr gut mit seinem Blind Date Carol. Dawn und Lee sind immer noch in Florida, arbeiten jedoch schwarz, da sie keine Arbeitserlaubnis haben. Lee hat Dawn den Wunsch, Illustratorin zu werden, ausgeredet. Sie fliegen zur Weihnachtsfeier nach Slough, wo es Tim schließlich gelingt, Dawns Herz mit einem Wichtelgeschenk zu gewinnen, in dem er sie ermutigt, weiter ihren Traum zu verfolgen.

## Hintergrund
Ricky Gervais und Stephen Merchant lernten sich bei dem Londoner Radiosender Xfm kennen. Im Juni 1998 drehten sie zusammen bei der BBC einen Kurzfilm mit Gervais als unangenehmen Boss, der bereits ziemlich genau den Stil der späteren Serie verkörperte. Das Demo-Band kam bei der BBC gut an und sie beauftragten Gervais und Merchant, ein Drehbuch für einen Piloten zu schreiben.
Der Pilot wurde im Januar 2000 gedreht. Merchant war zuerst nicht von Mackenzie Crook als Gareth überzeugt, den er sich muskulöser und militaristischer vorgestellt hatte. Es stellte sich dann jedoch heraus, dass man dieser Figur deutlich mehr verzeihen konnte, wenn sie so verletzlich gespielt wurde, wie Crook es tat. Inhaltlich war der Pilot der späteren ersten Folge sehr ähnlich, es wurden jedoch ein paar Szenen gestrichen, die nach Ansicht der Filmemacher zu stark wie eine typische Sitcom geschrieben waren.
Dass die Figuren sich immer der Kamera bewusst sind und nichts tun würden, was man vor einer Kamera nicht tut, war laut Gervais manchmal ein Hindernis beim Schreiben. Die Präsenz der Kamera verstärkte jedoch auch die Wirkung einiger Szenen, da sie die unangenehme Stille nach einem fehlgeschlagenen Witz noch unerträglicher mache.

## Episoden
Die beiden ersten Staffeln wurden in den Jahren 2001 und 2002 auf BBC Two veröffentlicht. Die Christmas-Specials erschienen im Jahr 2003 auf BBC One. Die deutsche Erstausstrahlung erfolgte 2006 im Original mit Untertiteln auf Sat.1 Comedy. Eine deutsche Synchronfassung erschien erstmals 2021 bei MagentaTV.

## Auszeichnungen
2003 wurde The Office mit der Silbernen Rose von Montreux in der Kategorie Sitcom ausgezeichnet.
Im Januar 2004 gewann The Office als erste britische Fernsehserie einen Golden Globe als „Beste Fernsehserie in der Kategorie Musical oder Comedy“. Sie verwies damit Arrested Development, Monk, Sex and the City und Will & Grace auf die Plätze. Ricky Gervais gewann, für seine Rolle als Davit Brent in The Office, außerdem einen Golden Globe für die Beste Hauptrolle in einer Fernsehserie der Kategorie Musical oder Comedy.

## Adaptionen
| Land/Region        | Titel         | Sender         | Erstausstrahlung                     | Bemerkungen |
| ------------------ | ------------- | -------------- | ------------------------------------ | --- |
| Kanada             | La Job        | Bell ExpressVu | Oktober 2006 – Januar 2007           | Der québecische Sender Bell ExpressVu strahlte seit dem 9. Oktober 2006 eine im Raum Montreal spielende, ebenfalls französischsprachige Fassung der Serie aus. Charaktere und Handlungselemente der Originalserie wurden nahezu eins zu eins umgesetzt; an die Stelle von Slough und Swindon treten Côtes-de-Liesse und Terrebonne. |
| Chile              | La ofis       | Canal 13       | August 2008 – November 2008          | |
| Tschechien         | Kancl         | ČT1            | 1. Dezember 2014 – 17. Dezember 2014 | |
| Finnland           | Konttori      | Nelonen        | März 2017 – Februar 2019             | |
| Frankreich         | Le Bureau     | Canal+         | Mai 2006 – Juni 2006                 | |
| Deutschland        | Stromberg     | ProSieben      | Oktober 2004 – Januar 2012           | Die Einflüsse von The Office auf die vielfach ausgezeichnete deutsche Fernsehserie Stromberg sind zahlreich und deutlich. Die von Brainpool produzierte Serie lief 2004 mit acht Folgen auf ProSieben an. Insgesamt wurden 46 Folgen in fünf Staffeln sowie ein Kinofilm produziert. Nachdem die BBC im Oktober 2004 die Ähnlichkeiten mit The Office erkannt hatte und sich rechtliche Schritte vorbehielt, erweiterte Brainpool zur zweiten Staffel im September 2005 den Abspann um den Zusatz: „Inspired by the UK BBC series The Office created by Ricky Gervais and Stephen Merchant“.                                                                                     |
| Griechenland       |               | ANT1           | Ab 2023                              | |
| Indien             | The Office    | Hotstar        | Juni 2019 – September 2019           | |
| Israel             | HaMisrad      | yes Comedy     | August 2010 – Oktober 2013           | |
| Polen              | The Office PL | Canal+         | Ab Oktober 2021                      | |
| Schweden           | Kontoret      | TV4            | Februar 2012 – März 2013             | |
| Vereinigte Staaten | The Office    | NBC            | März 2005 – Mai 2013                 | Nachdem die britische Originalserie zwei Golden Globes gewonnen hatte, wurde eine amerikanische Version von The Office unter demselben Originaltitel produziert, die von NBC gekauft wurde. Der Titel wurde beibehalten, der Schauplatz von Slough nach Scranton, Pennsylvania verlegt. NBC beschrieb es als eine etwas schnellere Version des Originals. Die Macher der Ursprungsserie Ricky Gervais und Stephen Merchant hatten Mitspracherechte, waren bis auf Auftritte anderweitig aber nicht beteiligt. Im deutschsprachigen Raum wurde die Serie unter dem Namen Das Büro auf ORF 1, Super RTL sowie Netflix und als The Office auf RTL NITRO und Comedy Central gezeigt. |
| Saudi-Arabien      | Al Maktab     | MBC            | Ab Oktober 2022                      | |

### Weitere Informationen zu den Adaptionen
|                                                          | Englische Sprache | Englische Sprache | Deutsch | Französisch                           | Französisch                                | Spanisch                                                                   | Hebräisch                                                                          | Schwedisch | Tschechisch                                     | Finnisch                                | Hindi                                                                                                   | Polnisch | Arabisch     | Griechisch |
| Vereinigtes Königreich                                   | Vereinigte Staaten | Deutschland | Frankreich | Kanada                                | Chile                                      | Israel                                                                     | Schweden                                                                           | Tschechien | Finnland                                        | Indien                                  | Polen                                                                                                   | Saudi-Arabien | Griechenland |            |
| -------------------------------------------------------- | --- | --- | --- | ------------------------------------- | ------------------------------------------ | -------------------------------------------------------------------------- | ---------------------------------------------------------------------------------- | --- | ----------------------------------------------- | --------------------------------------- | --- | --- | ------------ | ---------- |
| Name                                                     | The Office | The Office | Stromberg | Le Bureau                             | La Job                                     | La ofis                                                                    | HaMisrad (המשרד)                                                                   | Kontoret | Kancl                                           | Konttori                                | The Office                                                                                              | The Office PL | Al Maktab    | ?          |
| Firma                                                    | Wernham Hogg | Dunder Mifflin | Capitol-Versicherung AG | Cogirep                               | Les Papiers Jennings                       | Papeles Lozano                                                             | פייפר אופיס (Piper-Büro)                                                           | Svensk kontorshygien AB | Papír a print                                   | Leskisen paperi                         | Wilkins Chawla                                                                                          | Kropliczanka | ?            | ?          |
| Geschäftsfeld                                            | Papier | Papier und Bürozubehör | Versicherung | Papier                                | Papier                                     | Papier                                                                     | Bürozubehör                                                                        | Bürohygiene | Papier                                          | Papier                                  | Papier                                                                                                  | Mineralwasser | ?            | ?          |
| Ort der Handlung                                         | Slough | Scranton | Köln, Finsdorf (Staffel 4, fiktiver Ort, gefilmt in Walberberg) | Villepinte                            | Côte-de-Liesse                             | Santiago de Chile                                                          | Yehud                                                                              | Upplands-Väsby | Brno                                            | Riihimäki                               | Faridabad                                                                                               | Siedlce | ?            | ?          |
| Manager/Regionalmanager                                  | David Brent (Ricky Gervais) | Michael Scott (Steve Carell) Andy Bernard (Ed Helms) | Bernd Stromberg (Christoph Maria Herbst) | Gilles Triquet (François Berléand)    | David Gervais (Antoine Vézina)             | Manuel Cerda (Luis Gnecco)                                                 | Avi Meshulam (Dvir Benedek)                                                        | Ove Sundberg (Henrik Dorsin) | Marek Chvála (Václav Kopta)                     | Pentti Markkanen (Sami Hedberg)         | Jagdeep Chadda (Mukul Chadda)                                                                           | Michał Holc (Piotr Polak) Patrycja (Vanessa Aleksander)                                                          | ?            | ?          |
| Senior Sales Representative /Senior Vertriebsmitarbeiter | Tim Canterbury (Martin Freeman) | Jim Halpert (John Krasinski) | Ulf Steinke (Oliver Wnuk) | Paul Delorme (Jérémie Elkaïm)         | Louis Tremblay (Sébastien Huberdeau)       | Diego Ramírez (Pablo Cazals)                                               | Yossi (Eldad Fribas)                                                               | Erik Lundkvist (Kim Sulocki) | Tomáš Trojan (Michal Dalecký)                   | Timo (Pyry Äikää)                       | Amit Sharma (Sayandeep Sengupta)                                                                        | Franek (Mikołaj Matczak) new marketing specialist                                                                | ?            | ?          |
| Assistant (to the) Regional Manager                      | Gareth Keenan (Mackenzie Crook) | Dwight Schrute (Rainn Wilson) | Berthold „Ernie“ Heisterkamp (Bjarne Mädel) | Joel Liotard (Benoît Carré)           | Sam Bisaillon (Paul Ahmarani)              | Cristián Müller (Mauricio Dell)                                            | Yariv Shauli (Maayan Blum)                                                         | Viking Ytterman (Björn Gustafsson) | Jáchym Kořen (Radim Novák)                      | Jaakko (Antti Heikkinen)                | T.P. Mishra (Gopal Datt)                                                                                | Darek (Adam Woronowicz) head of the logistics department                                                         | ?            | ?          |
| Rezeptionist                                             | Dawn Tinsley (Lucy Davis) | Pam Beesly (Jenna Fischer) Erin Hannon (Ellie Kemper) | Tanja Seifert (Diana Staehly) | Laetitia Kadiri (Anne-Laure Balbir)   | Anne Viens (Sophie Cadieux)                | Rocío Poblete (Nathalia Aragonese)                                         | Dana (Mali Levi)                                                                   | Therese Johansson (Sissela Benn) | Anna Kručinská (Sara Venclovská)                | Anna (Linda Wiklund)                    | Pammi (Samridhi Dewan)                                                                                  | Asia (Kornelia Strzelecka)                                                                                       | ?            | ?          |
| Aushilfskraft                                            | Ricky Howard (Oliver Chris) | Ryan Howard (B. J. Novak) | Jonas Fischer (Maximilian Mauff) | Felix Pradier (Xavier Robic)          | –                                          | Felipe Tomic (César Sepúlveda)                                             | Regev Steiner (Amir Wolf)                                                          | – | Ota Kačer (Jiří Hájek)                          | „OP“ (K. Puura)                         | Sapan Gill (Abhinav Sharma)                                                                             | – |              |            |
| Corporate Supervisor                                     | Jennifer Taylor‑Clarke (Stirling Gallacher) Neil Godwin (Patrick Baladi)                                                                                                  | Jan Levinson (Melora Hardin) Gabe Lewis (Zach Woods) | Tatjana Berkel (Tatjana Alexander) | Juliette Lebrac (Astrid Bas)          | Emmanuelle Sirois-Keaton (Nathalie Coupal) | Jimena Ibarra (Liliana García)                                             | Yelena (Helena Yaralova)                                                           | Idun Falkenberg (Lisa Linnertorp) | Lenka Falešníková-Vondráčková (Pavla Vitázková) | Katariina (Vera Kiiskinen)              | Riya Pahwa (Gauahar Khan)                                                                               | – |              |            |
| Accountant                                               | Sheila (Jane Lucas) | Angela Martin (Angela Kinsey) | – | Daniel Gabarda (Frédéric Merlo)       | –                                          | Yanni (Jimena Nuñez) Teresita(Luz María Yacometti)                         | Karol (Roberto Pollak) Ababa „Avi“ Sharon (Yossi Vassa)                            | Lennart Forsström (Rikard Ulvshammar) Anna Norén (Anna Åström) Margareta Wivallius (Ingbritt Hjälm)                                          | Petra (Barbora Sousa)                           | Maarit (Lotta Lindroos)                 | Anjali( Priyanka Setia)                                                                                 | Sebastian (Jan Sobolewski)                                                                                       |              |            |
| Accountant                                               | Oliver (Howard Saddler) | Oscar Martinez (Oscar Nuñez) | – | Daniel Gabarda (Frédéric Merlo)       | –                                          | Yanni (Jimena Nuñez) Teresita(Luz María Yacometti)                         | Karol (Roberto Pollak) Ababa „Avi“ Sharon (Yossi Vassa)                            | Lennart Forsström (Rikard Ulvshammar) Anna Norén (Anna Åström) Margareta Wivallius (Ingbritt Hjälm)                                          | Viktor (Tomáš Sýkora)                           | Farzin (Mazdak Nassir)                  | Rinchin (Chien Ho Liao)                                                                                 | Sebastian (Jan Sobolewski)                                                                                       |              |            |
| Accountant                                               | Keith Bishop (Ewen MacIntosh) | Kevin Malone (Brian Baumgartner) | – | Daniel Gabarda (Frédéric Merlo)       | –                                          | César (Alfredo Portuondo)                                                  | Karol (Roberto Pollak) Ababa „Avi“ Sharon (Yossi Vassa)                            | Lennart Forsström (Rikard Ulvshammar) Anna Norén (Anna Åström) Margareta Wivallius (Ingbritt Hjälm)                                          |                                                 | Teppo (Jan Nyquist)                     | Kutti (Gavin Methalaka)                                                                                 | Sebastian (Jan Sobolewski)                                                                                       |              |            |
| Verkaufsvertreter                                        | Chris Finch (Ralph Ineson) | Todd Packer (David Koechner) | Theo Hölter (Andreas Schmidt) | Didier Leguelec (Jean-Pierre Loustau) | Rocky Larocque (Yves Amyot)                | Carlitos García (Sergio Piña)                                              | Shimi Guetta (Shai Avivi)                                                          | „Boozen“ (Kristoffer Appelquist) | Jiří Nebeský (Rastislav Gajdoš)                 | –                                       | Prem Chopra (Ranvir Shorey)                                                                             | – |              |            |
| Verlobte(r) des/der Rezeptionist/in                      | Lee (Joel Beckett) | Roy Anderson (David Denman) | Roland(off camera) | Ludovic Correia (Julien Favart)       | Luc (Martin Tremblay)                      | Marco                                                                      | Lavi (Alon Hamawi)                                                                 | Kenneth Gustavsson Peter Jansson | Libor (Dušan Vitázek)                           | Ripa (Leo Honkonen)                     | Parmeet (Kunal Pant)                                                                                    | – |              |            |
| Freundin des Senior Vertriebsmitarbeiters                | Rachel (Stacey Roca) | Katy Moore (Amy Adams) Karen Filippelli (Rashida Jones) | Tanja Seifert (Diana Staehly) | –                                     | Julie (Évelyne Rompré)                     | Catalina (María José Urúza)                                                | Shiri (Noa Wollman)                                                                | – |                                                 | –                                       | Loveleen (Anandita Pagnis)                                                                              | – |              |            |
| Weitere Mitarbeiter                                      | Jamie(Jamie Deeks) Ben (Ben Bradshaw) Emma (Emma Manton) Donna (Sally Bretton) Joan (Yvonne D’Alpra) Malcolm (Robin Hooper) Brenda (Julie Fernandez) Trudy (Rachel Isaac) | Stanley Hudson(Leslie David Baker) Phyllis Lapin-Vance (Phyllis Smith) Kelly Kapoor (Mindy Kaling) Toby Flenderson (Paul Lieberstein) Meredith Palmer (Kate Flannery) Creed Bratton (Creed Bratton) | Erika Burstedt (Martina Eitner-Acheampong) Jennifer Schirrmann (Milena Dreißig) Lars Lehnhoff (Laurens Walter) Nicole Rückert (Angelika Richter) Hans Schmelzer (Ralf Husmann) Sabine Buhrer (Maja Beckmann) | –                                     | –                                          | Trini (Karla Matta) Jesús (Marcelo Valdivieso) Benito Rojas Dante Espinoza | Yevgeni (Dima Ross) Leah (Ayelet Robinson) Riki (Hilla Sarjon) Abed (Jamil Khoury) | Britt-Marie Lind (Veronica Dahlström) Massoud Ghorbani (Hassan Brijany) Robin T. Larsson (David Druid) Örjan Almqvist (Christoffer Olofsson) |                                                 | Aune (Paula Siimes) Leyla (Ushma Olava) | Saleem (Sunil Jetly) Sarla Bansal (Preeti Kochar) Madhukar (Mayur Bansiwal) Kitty Kataria (Mallika Dua) | Bożena (Milena Lisiecka) Gośka (Monika Obara) Agnieszka (Monika Kulczyk) Levan (Marcin Pempuś) Łuki (Adam Bobik) |              |            |
| Lagerhaus-Mitarbeiter                                    | Glynn „Taffy“ (David Schaal) | Darryl Philbin (Craig Robinson) | – | –                                     | –                                          | –                                                                          | Sami (Yaniv Suissa)                                                                | Kenneth Gustavsson (Peter Jansson) | Roman (Martin Tlapák)                           | –                                       | Rajinder (Manpreet Singh)                                                                               | – |              |            |